# Zakarias Nielsen
 Der er flere personer med dette navn, se Jens Nielsen.
Jens Peter Zakarias Nielsen (5. juni 1844, Øster Stillinge, Kirke Stillinge Sogn ved Slagelse – 11. november 1922 i Charlottenlund) var en dansk lærer, forfatter, digter og titulær professor samt hovedstyrelsesmedlem i Danmarks Lærerforening.

## Liv

### Barndom og ungdom
Zakarias Nielsen var søn af smedemester Niels H. Rasmussen og hustru Olavia, født Storm, der var skolelærerdatter. Hans morfars lærergerning havde tidligt betydning for hans valg af uddannelse, og i 1863 som knapt nittenårig dimitteredes han som lærer fra Jonstrup Seminarium.

### Arbejds-, forfatter- og familieliv
Samme år blev han huslærer på herregården Charlottendal. Her skrev han sin første poesi, affødt af hans svingen mellem pietismen og grundtvigianismen samt forelskelsen i Egerta Hoffmann, som han blev gift med i 1865.
I 1864 blev Zakarias Nielsen lærer i Nejlinge i Helsinge Sogn og samtidig organist ved Helsinge Kirke og Valby Kirke. Hans bekendtskab med C. Hostrup og Frederik Barfod var i denne periode med til at give ham religiøs klarhed. Han engagerede sig også i folkeoplysning og sang samt foredragsvirksomhed og oplæsning.
I 1868 overtog Zakarias Nielsen embedet som lærer og organist i Herstedvester. Også her øvede han folkeoplysende arbejde. For hans forfatterskab fik det stor betydning, at han i denne periode fik kontakt med H.V. Kaalund og Christian Richardt. I 1884 søgte han sin afsked på grund af svækket helbred.
Tre af familiens fem børn døde i tiden i Herstedvester, og i 1887 døde hans hustru. Sin bog Erindringer slutter han således:

"I modgangens skole, denne udmærkede opdragelsesanstalt, har jeg fået mange undervisningstimer. "Gud ske lov!" siger jeg. – Jeg er af den mening, at mine dybe, sande hjertesorger har haft mindst lige så megen betydning for min livsudvikling som den rige lykke, jeg har nydt, ja, sikkert mere. Mest er jeg vokset efter prøvelser; i de mørke timer lærte hjertet at være taknemmeligt for enhver lille lysstribe, der stod ind ad vinduet. Efter de tungeste kamptider slog hjertet sine kraftigste slag, blev følsomt, blev rummeligt, så lykken, da den atter meldte sig, føltes tifold rig og varm."

Han var Ridder af Dannebrog.

## Forfatterskab
Da Zakarias Nielsen kom til Herstedvester, havde han allerede i flere år arbejdet med på forskellige folkelige tidsskrifter, og fra 1873 var det bl.a. N.C. Roms Husvennen. Hans mål var dog at blive en rigtig digter.
Hans første bog, Sange og Smaadigte, udkom i 1871, Tre Fortællinger i 1876 og To Landsbyhistorier i 1878. Først ved den næste udgivelse, Nye Tider i 1881, slog han igennem. Flere af hans romaner og digte udkom i adskillige oplag og var, foruden i Danmark, populære blandt skandinaver i Nordamerika. Mest kendt var romanen Mågen (1902) der nu er ganske glemt i Danmark.
Forfatterskabet kom til at indbefatte både romaner, fortællinger og anden prosa, digte og sange samt dramatik. Nye Tider og lystspillet Selvstyre blev opført på Folketeatret i hhv. 1885 og 1888 og Ellen Vaage på Dagmarteatret i 1896.
I 1910 blev syv af hans sange optaget i Indre Missions nye sangbog. I sangbogen Sange og Salmer fra 2013, der er fælles sangbog for Evangelisk Luthersk Mission, Kristeligt Forbund for Studerende, Luthersk Mission og Indre Mission, er han repræsenteret med en enkelt sang, Jeg ved det, Gud (nr.459).